# خولیتا کاستیانوس
خولیتا کاستیانوس (اسپانیایی: Julieta Castellanos‎؛ زادهٔ ۸ ژانویهٔ ۱۹۵۴) جامعه‌شناس اهل هندوراس است.
او در مبارزه علیه خشونت در هندوراس مبارزه کرده و بر هر دو کارتل مواد مخدر و فساد پلیس متمرکز بود. سپس مؤسسه سازمان دیده‌بان خشونت (Observatorio de la Violencia) را در سال ۲۰۰۴ تأسیس کرد که مرکز تحلیل آمار جرم و جنایت در هندوراس است. او همچنین عضو کمیسیون حقیقت و هماهنگی بود که وظیفه روشن کردن حقایق مربوط به کودتای سال ۲۰۰۹ است که رئیس‌جمهور مانوئل زلایا را سرنگون کرد.
وی همچنین برندهٔ جوایزی همچون جایزه بین‌المللی زنان شجاع شده‌است.

## دوران جوانی و تحصیل
جولیتا کاستیانوس رویز در سانفرانسیسکو دو بسرا، اولانچو در ۸ ژانویه ۱۹۵۴ در خانواده رافائل کاستیانوس از سانتا باربارا و ارنستینا رویز به دنیا آمد. او در مزارع قند روستایی هندوراس بزرگ شد. در سال ۱۹۶۸ پدرش او را برای پذیرش در مدرسه عادی دخترانه در شهر تگوسیگالپا ثبت نام کرد. او پذیرفته شد و در سال ۱۹۷۳ با مدرک معلمی فارغ‌التحصیل شد.